# 양산 통도사 자장암 마애아미타여래삼존상
양산 통도사 자장암 마애아미타여래삼존상은 대한민국 경상남도 양산시 하북면 통도사에 위치해 있는 불상이다. 또한 양산 통도사 자장암 마애아미타여래삼존상은 2014년 10월 29일에 대한민국의 국가등록문화재 제 617호로 지정되었다.

## 개요
조각에 불화를 접목한 중요한 사례에 해당한다. 근대기의 출발점에 있는 불교 조각이며 인근에 조성된 근대기 회화성 짙은 마애불상의 제작에도 많은 영향을 주고 있다.
19세기 유행한 불화의 초본을 바위에 옮긴 것처럼 불화의 시대적 특징이 잘 드러나 있으며 희소성의 가치가 있다.

## 같이 보기
- 통도사

## 참고 자료
- 양산 통도사 자장암 마애아미타여래삼존상 - 국가유산청 국가유산포털